# 小行星47494
小行星47494（47494 Gerhardangl）是一颗绕太阳运转的小行星，为主小行星带小行星。该小行星于2000年1月发现。
該小行星以奧地利業餘天文學家格哈德·當格爾（Gerhard Dangl）命名。

## 轨道参数
小行星47494的轨道半长轴为386 677 328 km（2.5847415 UA），离心率为0.145。